# Alois Vogl
Alois Vogl (* 15. September 1972 in Neukirchen beim Heiligen Blut, Bayerischer Wald) ist ein ehemaliger deutscher Skirennläufer. Er war Slalomspezialist und fuhr zu Beginn seiner Karriere auch Riesenslaloms. Im Weltcup konnte er ein Rennen gewinnen, außerdem wurde er siebenmal Deutscher Meister.

## Biografie
Vogl gewann am 16. Januar 1994 mit dem zehnten Platz beim Hahnenkamm-Slalom in Kitzbühel erstmals Punkte im Weltcup. Während mehreren Jahren gelang es kaum je, dieses Ergebnis zu übertreffen. Er galt als ewiges Talent des Deutschen Skiverbandes. Gute Trainingsleistungen konnte er – auch aufgrund der hohen Startnummern – selten im Wettbewerb umsetzen. Verletzungen und Materialprobleme taten ihr Übriges.
Zwischendurch fiel Vogl sogar aus dem Förderkader und musste sich selbst finanzieren. Doch der damalige Bundestrainer, der Österreicher Werner Margreiter hielt 2004 an ihm und Max Rauffer fest. Beide „Oldies“ des Verbandes bewiesen aufgrund der unkonventionellen Motivationsmethoden, wie der 10.000-Euro-Kaution zum Erreichen des ersten Starterfeldes, endlich ihre Stärken. Bereits mit seinem dritten Platz beim Slalom in Flachau im Dezember 2004 hatte Vogl seine aufstrebende Form unter Beweis gestellt und die WM-Norm erfüllt.
Beim Lauberhorn-Slalom in Wengen erreichte er am 9. Januar 2005 den ersten Slalomsieg für den DSV seit 14 Jahren. Bei vereister Piste und schwierigen Bedingungen absolvierte er dabei zwei fehlerfreie Läufe und ließ den Kroaten Ivica Kostelić und den Österreicher Benjamin Raich hinter sich. Dennoch profitierte er auch von der Disqualifikation des ursprünglich führenden Italieners Giorgio Rocca aufgrund eines Torfehlers. Dass ihm der Slalomhang von Wengen besonders liegt, bewies Vogl auch in der Saison 2005/06, als er als Dritter nochmals auf das Podest fuhr.
Bei den Weltmeisterschaften 2005 in Bormio konnte Vogl entgegen seinen Erwartungen nicht ins Wettkampfgeschehen eingreifen, da eine hartnäckige Irisentzündung, die er sich beim Spiel mit seiner 2002 geborenen Tochter Lena zugezogen hatte, seinen Start verhinderte. Beim Weltcupfinale 2004/05 in Lenzerheide landete Vogl hinter Mario Matt auf dem zweiten Platz. Den Slalom-Weltcup beendete er mit 310 Zählern auf dem fünften Rang, im Gesamtweltcup reichte es für Platz 27. Seinen fünften und letzten Podestrang erreichte er am 27. Januar 2007 mit Platz drei beim ersten von zwei Slaloms in Kitzbühel.
Am 21. Oktober 2008 gab Vogl seinen Rücktritt vom aktiven Skirennsport bekannt. Diese Entscheidung traf er aufgrund einer hartnäckigen Darmerkrankung und eines daraus resultierenden großen Trainingsrückstandes.

## Erfolge

### Weltmeisterschaften
- Sestriere 1997: 14. Slalom

### Weltcup
- Saison 2004/05: 5. Slalomwertung
- 5 Podestplätze, davon 1 Sieg:

| Datum          | Ort    | Land    | Disziplin |
| -------------- | ------ | ------- | --------- |
| 9. Januar 2005 | Wengen | Schweiz | Slalom    |

### Europacup
- Saison 1993/94: 8. Riesenslalomwertung
- Saison 2003/04: 7. Slalomwertung

### Juniorenweltmeisterschaften
- Geilo/Hemsedal 1991: 13. Slalom, 40. Riesenslalom

### Deutsche Meisterschaften
- 7 deutsche Meistertitel:
  - Riesenslalom: 1993, 1995, 2002 und 2004
  - Slalom: 1996, 1998 und 2002

### Ski & Golf World Championship
- Ski & Golf Weltmeisterschaft 2019, Zell am See/Kaprun: 1. Platz (AGE Group)[2]